# Plectreurys ceralbona
Plectreurys ceralbona är en spindelart som beskrevs av Chamberlin 1924. Plectreurys ceralbona ingår i släktet Plectreurys och familjen Plectreuridae. Inga underarter finns listade i Catalogue of Life.